# Marktplatz (Biedenkopf)
Der Biedenkopfer Marktplatz (auch Unterer Markt(platz) oder Neuer Markt(platz); mundartlich (Birrekepper) Määdblatz) ist der zentralste Platz in der Kernstadt Biedenkopf. In seiner Mitte steht das Kreiskriegerdenkmal. Er galt früher als „das Zentrum des Hessischen Hinterlandes“.

## Geographie

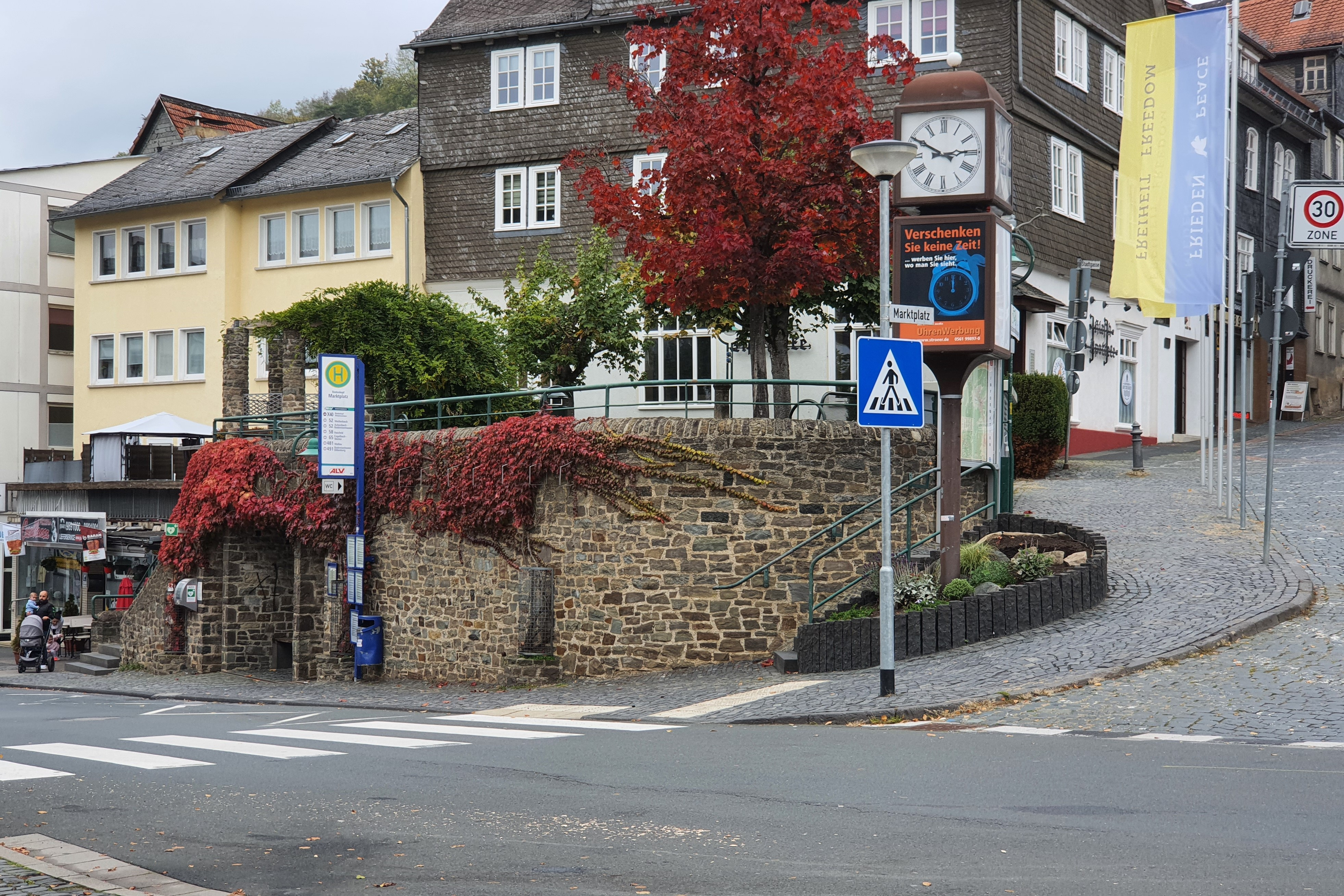
Der Ziegenberg mit Bushaltestelle, Bruchsteinmauer und Marktplatzuhr, dahinter die Hirschapotheke

### Lage und Umgebung
Der Marktplatz bildet das Zentrum der Stadt Biedenkopf. Direkt am Marktplatz liegt die ehemalige Hirschapotheke. Dieses Haus findet erstmals 1648 urkundlich Erwähnung, 1919 zog die Apotheke in dieses ehemalige städtische Weinhaus. Zwischen der Apotheke und dem Wüstenrot-Büro gelangt man durch das nicht mehr bestehende südliche Stadttor, die Marienpforte, in den historischen Stadtkern (Oberstadt). Im Rahmen des traditionellen Heimatfestes „Grenzgang“ wird dieses alle sieben Jahre vereinfacht wiedererrichtet.
Unterhalb des Stapp'schen Hauses (ehem. Hirschapotheke) liegt auf einer Bruchsteinmauer der sogenannte Ziegenberg, ein kleiner Platz als Erweiterung des Marktplatzes.
Bis Anfang der 2010er-Jahre befand sich direkt unterhalb des Marktplatzes an der Hainstraße eine gleichnamige Bushaltestelle mit Taxistand, die inzwischen an die Bruchsteinmauer unterhalb des Ziegenbergs verlegt wurde. Auch die charakteristische Marktplatzuhr wurde von der ehemaligen Bushaltestelle an den Ziegenberg verlegt.

### Name
Neben der gängigsten Bezeichnung Marktplatz, die er seit seiner Anlegung als Hinweis auf die hier verrichteten Märkte führt, führt der Platz auch noch weitere Bezeichnungen, die als Unterscheidung auf den früheren Marktplatz in der Oberstadt verweisen, der heute Oberstädter Marktplatz, Oberer Markt(platz) oder Alter Markt(platz) genannt wird. Die gebräuchlichsten sind Unterer Markt(platz) oder Neuer Markt(platz).

### Verkehrsanbindung
Der Marktplatz ist über die gleichnamige Haltestelle Marktplatz an das ÖPNV-Netz des RMV angebunden. Sie wird von verschiedenen und Lokal- und Regionalbuslinien angefahren. Außerdem ist der Platz über die Bachgrundstraße direkt mit dem Bahnhof Biedenkopf verbunden.
Die unterhalb des Marktplatzes beginnende Hainstraße war vor dem Bau der Ortsumgehung für die Bundesstraße 62 Anfang der 2000er-Jahre die Hauptverkehrsader Biedenkopfs. Heute dient sie als Überortsstraße zur Verbindung mit Ludwigshütte und Wallau und als Innerortsverbindung. Besagte Umgehung ist über den Mühlweg am Abzweig Biedenkopf-Mitte zu erreichen.

## Geschichte

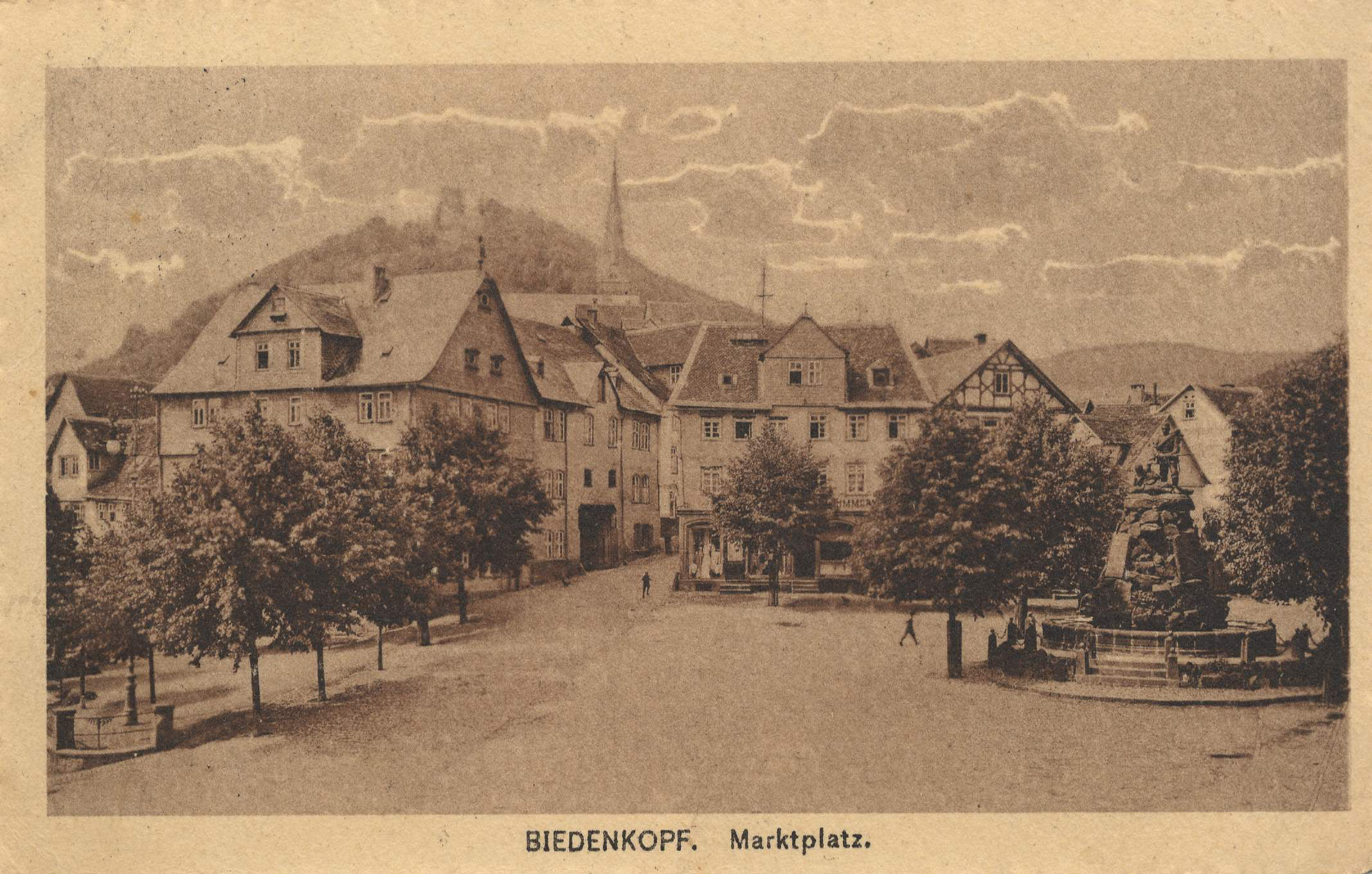
Der Marktplatz vor 1918, schon mit Kriegerdenkmal; Links die Hirschapotheke mit dem Ziegenberg

### Entstehung
Anders als in anderen hessischen Städten ist dieser Markt nicht die Keimzelle der Stadt, sondern bildet den Kern der Erweiterung durch eine Vorstadt vor den Mauern im Bereich des jetzigen Marktplatzes, der Hain- und Bachgrundstraße der eigentlich auf dem Berg gelegenen Stadt (heute Oberstadt) im 14. Jahrhundert. Die Bewohner dieser „Neustadt“ stammten wahrscheinlich aus den beiden Dörfern Druckershausen und Guntershausen (heute wüst). Der Marktplatz selbst musste dabei mühsam von Hand im Sumpfgrund entlang der Lahn aufgeschüttet werden, weshalb noch heute alle Wege und Straßen nach Süden und Westen deutlich sichtbar abfallen.

### Frühe Märkte
Zu den Stadtrechten gehörte das Alleinrecht auf Handel und das Recht auf einen Markt. Zunächst bezog sich das Recht auf die Durchführung von Wochenmärkten; dazu kam bald das Recht auf einzelne besondere Kram- und Viehmärkte. Ursprünglich fanden die Märkte vor der Kirche und dem alten Rathaus statt, aber schon sehr bald wurde der Marktplatz vor die Marienpforte in die Vorstadt (in den Bereich des heutigen Marktplatzes) verlegt.
Von da an diente der Platz lange als Viehmarkt, für den Biedenkopf weit über seine Grenzen hinaus bekannt war, weshalb der kleine Platz unterhalb der ehemaligen Hirschapotheke auch bis heute Ziegenberg heißt. Der Boden im Hessischen Hinterland war immer schlecht, Getreideanbau war hier nicht möglich, also verlegte man sich auf die Viehzucht. Aus Schafwolle und Unkräutern wie Flachs und Färberwaid stellten die Biedenkopfer Stoffe her, die sogenannte Beiderwand, die schon im 15. Jahrhundert selbst am Hof des hessischen Landgrafen Verwendung fanden.

### Entwicklung in der späten Neuzeit
1793/94 wurden im Bereich des Marktplatzes Wasserleitungen verlegt. Diese Leitungen bestanden noch aus durchbohrten Baumstämmen. 1794 wurden die gebohrten Rohe schon wieder durch auf der Ludwigshütte gegossene Rohre ersetzt.
Am 4. Februar 1867 verlas der preußische Zivilkommissar auf dem Biedenkopfer Marktplatz das offizielle „Besitzergreifungspatent“ für das wenige Tag zuvor durch Preußen annektierte Hinterland und versprach: „Wir werden aus dem hessischen Hinterland ein preußisches Vorderland machen!“
Ab 1900 wurden Überlegungen laut, den bestehenden Sandsteinbrunnen in der Platzmitte durch einen neuen Brunnen zu ersetzen. In dieser Zeit hatte sich ein Ausschuss unter der Leitung von Landrat Friedrich von Heimburg, der zeitgleich auch Vorsitzender des Kreiskriegerverbandes war, gebildet, der es sich zur Aufgabe gemacht hatte ein möglichst großes und auffälliges Denkmal zu errichten. Besagtes Kreiskriegerdenkmal wurde schließlich 1904 fertiggestellt (siehe Abschnitt „Kreiskriegerdenkmal“).

### Seit dem Zweiten Weltkrieg
Am 21. August 1969 war der damalige Bundesaußenminister und spätere Bundeskanzler Willy Brandt (SPD) für die Auftaktrede des Bundestagswahlkampfs 1969 auf dem Biedenkopfer Marktplatz zu Gast. Mehr als 3.000 Hinterländer waren damals auf den Marktplatz gekommen.
Anfang der 2010er-Jahre wurde die gleichnamige Bushaltestelle unterhalb des Marktplatzes und die nebenstehende Marktplatzuhr an der Hainstraße an die Bruchsteinmauer unterhalb des Ziegenbergs verlegt. Gleichzeitig wurde die Hainstraße zugunsten eines Vorplatzes für das Gebäude „Marktplatz 2“ verengt und Ampeln wurden durch einen Fußgängerüberweg ersetzt, nachdem sie bereits 10 Jahre zuvor ihre Funktion als Hauptverkehrsader Biedenkopfs und Bundesstraße 62 zugunsten der neu gebauten Umgehungsstraße aufgeben musste.
Vom 4. bis 5. Mai 2018 fand auf dem Marktplatz das „Fünf-Städte-Treffen“ der Biedenkopfer Partnerstädte zusammen mit einem Folklore-Markt statt.
Im Zuge des hessenweiten Programms „Digitale Dorflinde“ hat ein öffentlicher WLAN-Hotspot am 10. September 2018 seinen betrieb am Marktplatz aufgenommen.
Ende September 2018 wurde am Übergang vom Marktplatz auf den Ziegenberg eine neue Trafostation aufgebaut, um die Stromversorgung am Markt abzusichern.
Am 11. März 2019 wurde eine neue E-Doppelladesäule der Stadtwerke Biedenkopf, als eine von insgesamt fünf auf Biedenkopfer Stadtgebiet, auf dem Marktplatz eingeweiht.

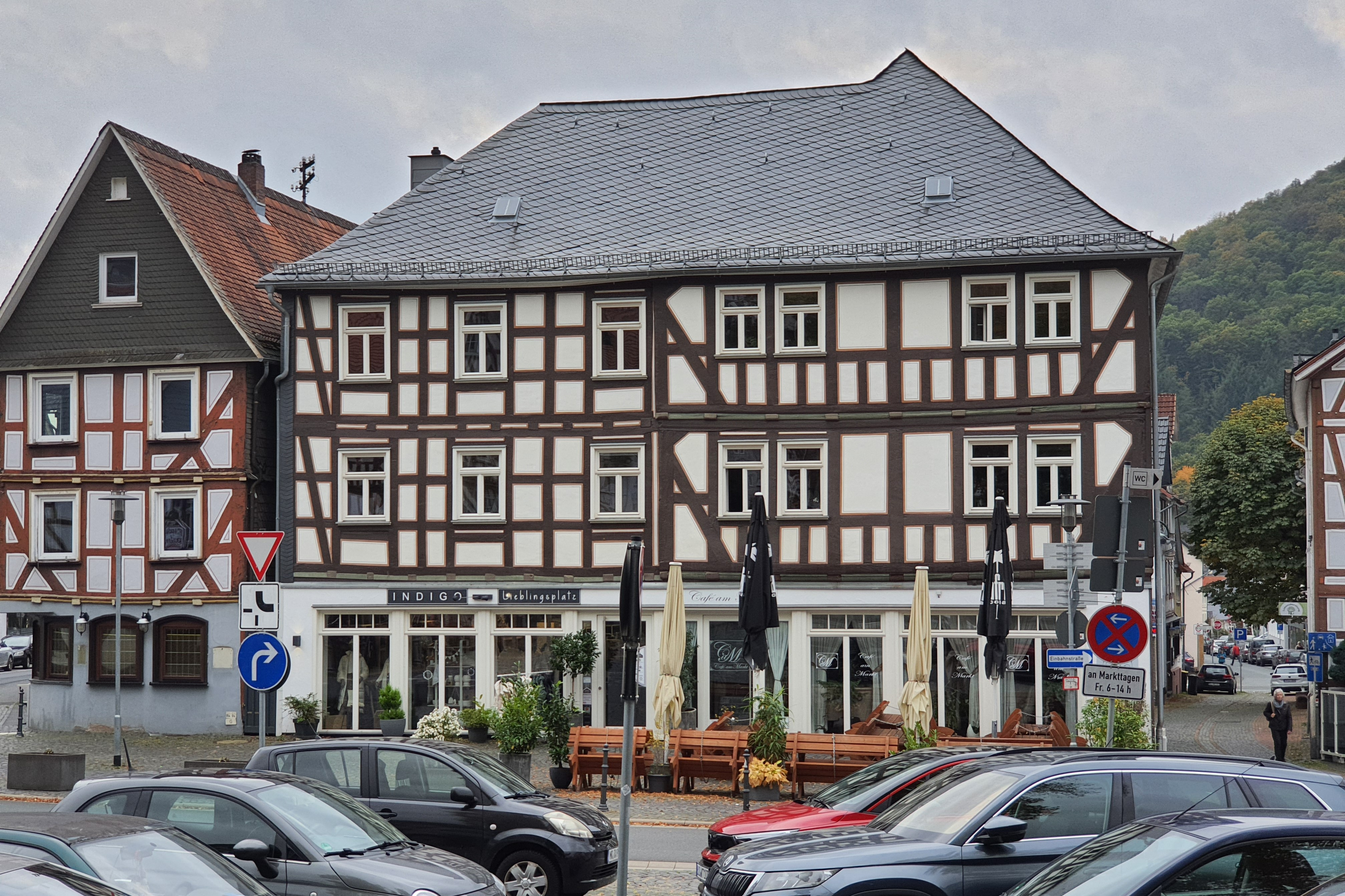
Das Gebäude „Marktplatz 2“ mit Kaffeehaus (rechts) und Boutique

Mitte Juli 2019 wurde das lange leerstehende ehemalige Bankgebäude „Marktplatz 2“ aus dem 17. Jahrhundert nach einer umfangreichen Sanierung für 2,85 Millionen Euro neu eingeweiht. Im Gebäude wurde eine Boutique, ein Beratungszentrum sowie ein Wiener Kaffeehaus („Café am Markt“) eröffnet.
Im Oktober 2020 wurde die Bruchsteinmauer mit Treppe zum Ziegenberg am Rande des Marktplatzes saniert.
Am 23. und 24. Juni, am 21. und 22. Juli und am 24., 29. und 30. August 2023 wurden unter dem Motto „Sommeraktion – Marktplatz im Wandel“ mehrere Musik- und Tanzvorführungen und Mitmachaktionen für verschiedene Altersgruppen auf dem Marktplatz durchgeführt.
Im Dezember 2021 kaufte die Stadt Biedenkopf den alten Kinosaal hinter Marktplatz 14 und einen benachbarten Privatparkplatz hinter Marktplatz 15 und 16, um dort 40 neue Parkplätze für das Stadtzentrum zu schaffen, um so den Marktplatz selbst von parkenden Autos befreien zu können, was neue Perspektiven für die geplante Umgestaltung eröffnet. Dabei könnte ein großes Parkdeck mit begrüntem Dach oder darüber liegendem seniorengerechten Wohnraum gebaut werden. Alternativ könnten auch Reihenhäuser für junge Familien entstehen. Zum Jahresende 2023 folgte der Kauf des Gebäudes „Marktplatz 16“, zu dem die Zufahrt zu genanntem Parkgelände gehört. Hier ist außerdem vorgesehen, die Biedenkopfer Tourist-Information und Wohnraum zur Miete unterzubringen.
Im November 2023 gaben die bisherigen Betreiber das Kaffeehaus am Marktplatz 2 („Café am Markt“) auf. Nach einer Pächtersuche durch die Stadt fand sich eine neue Betreiberin, die das Kaffeehaus im Oktober 2024 mit erweitertem Konzept wiedereröffnete.

### Geplante Umgestaltung
Akteure aus der Politik und rund 50 Bürger haben im Rahmen eines am 25. Mai 2022 gestarteten Beteiligungsprojektes mit dem durch das Land Hessen geförderten Bündnis „Zukunft Innenstadt“ gemeinsam Ideen für die Entwicklung der Biedenkopfer Innenstadt erarbeitet. Ein wesentlicher Schwerpunkt lag hierbei auf einem neuen Gestaltungskonzept für den Marktplatz. Das Erscheinungsbild des Marktplatzes war zuvor bereits seit Jahren Thema in der Stadt. Dabei geht es um die Sauberkeit und die Platzgestaltung, aber auch um die Frage, wie verschiedene Verkehrsarten in Zukunft auf dem Marktplatz geführt werden können sowie um die Verringerung der Leerstände. Außerdem wurde eine Machbarkeitsstudie in Auftrag gegeben, um an einem städtebaulichen Förderprogramm teilnehmen zu können.
Nach ersten, im November 2022 vorgestellten Ergebnissen soll das alte Kopfsteinpflaster durch einen neuen, barriere-ärmeren Belag ersetzt werden. Dazu soll es mehr Grünflächen, Bäume, neue Möblierung und Spielangebote für Kinder geben. Die Verkehrsführung soll neu organisiert werden, dabei könnte die Fläche zwischen Brunnen und Ziegenberg für den Autoverkehr gesperrt werden, wobei dadurch keine Zufahrtsmöglichkeit für Feuerwehrfahrzeuge in die Stadtgasse bestünde, hier wäre der Marktbrunnen im Weg. Auch die Parkplätze sollen zumindest teilweise verschwinden, um Flächen für Außengastronomie, Veranstaltungen und eine Erweiterung des Wochenmarktes zu schaffen. Ein Fachbüro soll die Leerstände ermitteln und Nutzungsvorschläge machen. Vorhandene Geschäfte sollen unterstützt, aber auch andere Nutzungsmöglichkeiten gefördert werden.
Mitte Januar 2024 wurde weiter Ideen vorgestellt. Dafür wurden unter anderem etwa 300 Bürger per Online-Befragung beteiligt und Umfragen vor Ort durchgeführt. Als Gründe für ein Besuch der Innenstadt seinen insbesondere Freizeitaktivitäten und Kultur unterdurchschnittlich vertreten. Außerdem würden sich die Besucher meist nur kurz im Innenstadtbereich aufhalten. Das zuständige Planungsbüro „Kommune Zukunft“ schlug vor, den Verkehr in der Hainstraße zu beruhigen, den Marktplatz weitgehend vom Verkehr zu befreien und im Gegenzug dazu die Aufenthaltsqualität durch mehr Grün erhöhen. Außerdem solle es ein über die Innenstadt verteiltes Mini-Hotel geben und es solle verstärkt auf Gastronomie, auch mit Außenflächen, gesetzt werden. Weitere Vorschläge waren, den Lauf des Kottenbachs entlang der gleichnamigen Straße teilweise freizulegen und Wasserspiele zu installieren sowie Pop-up-Stores und Läden für Produzenten, die ihre Ware sonst eher im Internet veräußern, einzurichten.

## Nutzung

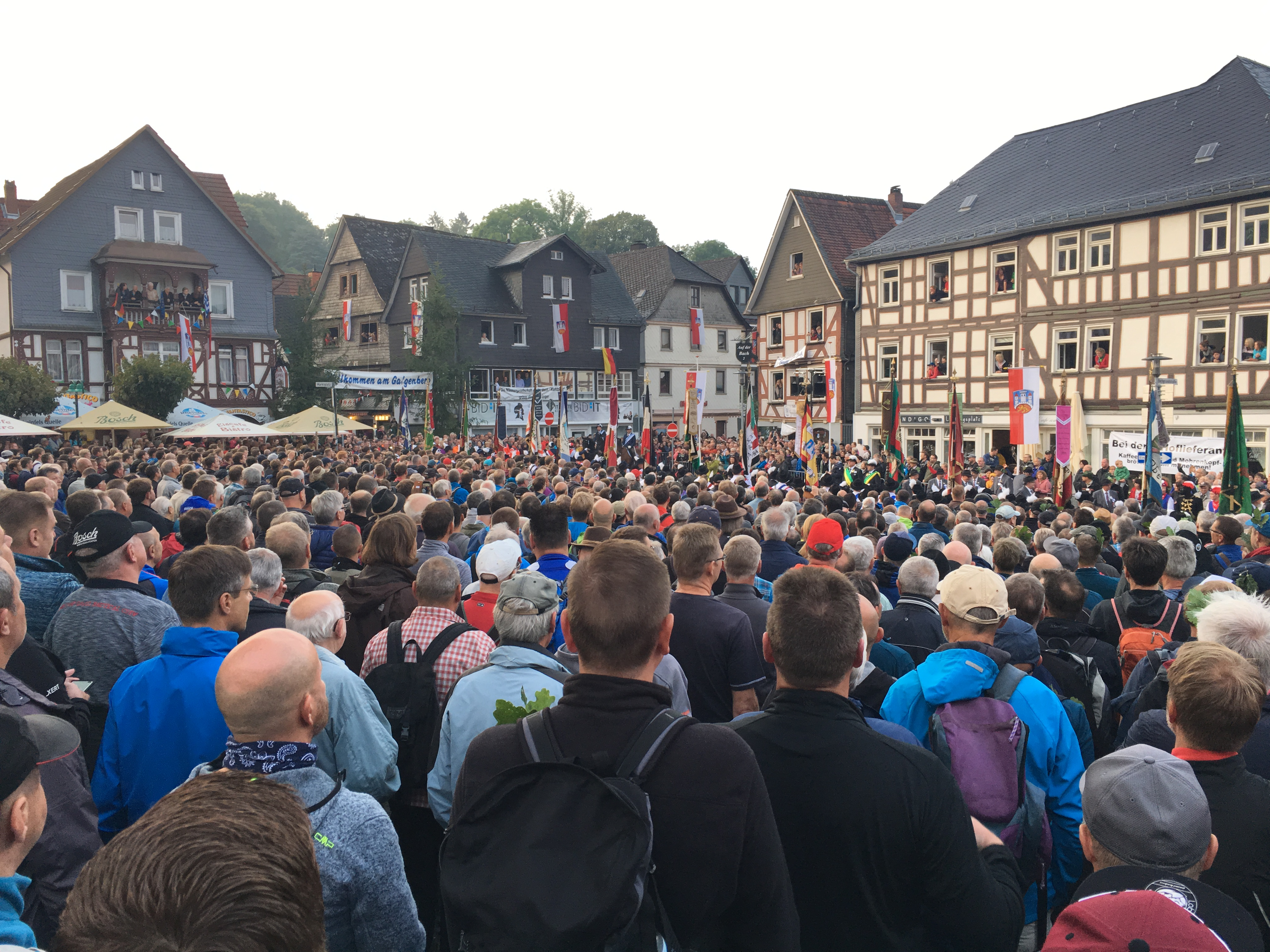
Morgendliche Aufstellung auf dem Marktplatz im Zuge des Grenzgangs

### Alltag
Auf dem Platz findet schon seit vielen Jahrzehnten jeden Freitag Vormittag ein Wochenmarkt statt.

### Veranstaltungen
Im Rahmen des Biedenkopfer Grenzgangs findet auf dem Marktplatz als Start der Veranstaltung eine morgendliche Aufstellung der Männergesellschaften und Burschenschaften mit Ehrungen und Ansprachen statt. Der Platz bildet damit den Ausgangspunkt der alle sieben Jahre stattfindenden Grenzbegehung. Während des Grenzgangs wird seit 1984 das ehemalige Zugangstor vom Marktplatz zur Oberstadt, die Marienpforte, in vereinfachter Form, wiedererrichtet.
Auch das dreitägige Biedenkopfer Stadtfest mit Jahrmarkt fand bereits mehrmals auf dem Marktplatz statt. 2016 mündete die Fahrrad-Großveranstaltung Lahntal total in das Stadtfest auf dem Platz.
Außerdem beginnt und endet der jährlich stattfindende „Biedenköpper Stadtlauf“ am Marktplatz.

## Platzgestaltung
Der Platz ist annähernd quadratisch aufgebaut, belegt mit Kopfsteinpflaster und wird geprägt durch das in seiner Mitte befindliche Kreiskriegerdenkmal, von dem innerhalb des Pflasters weiße Linien nach außen führen. Dazwischen ist das Pflaster in Schuppenbogen-Form ausgearbeitet.

In der Weihnachtszeit wird der Platz traditionell beleuchtet und es wird ein Weihnachtsbaum aufgestellt.

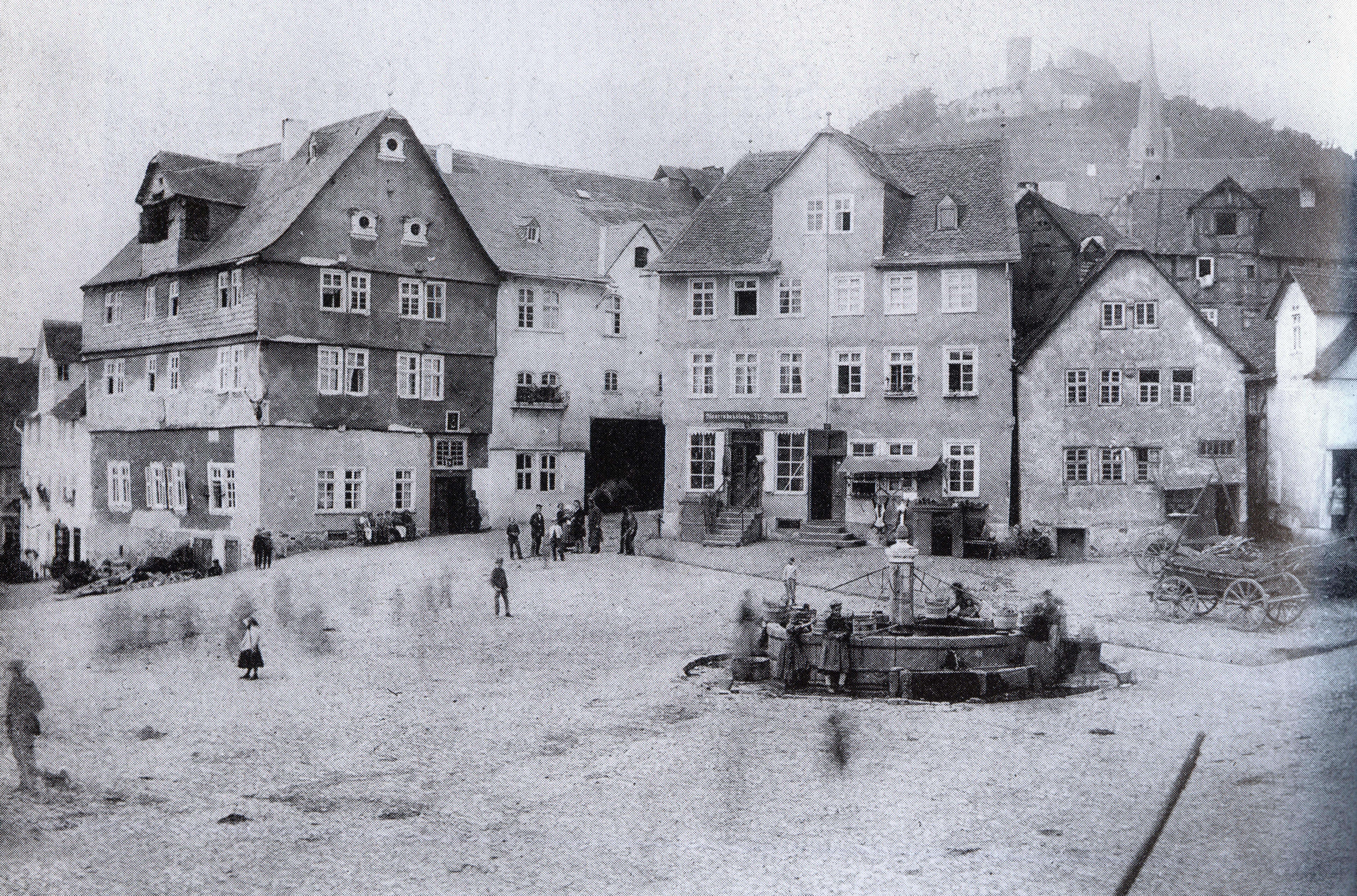
Der Marktplatz etwa 1860, noch mit altem Brunnen

### Kreiskriegerdenkmal mit Marktbrunnen
Im Zentrum des Platzes steht das Kreiskriegerdenkmal, das zur Erinnerung an die Gefallenen des Kreises Biedenkopf im Deutsch-Deutschen (1866) und Deutsch-Französischen Krieg (1870/71) nach Plänen des Marburger Bildhauers Theodor Josef Paffrath vom Kreiskriegerverband Biedenkopf mitsamt Brunnen errichtet wurde. Der neun Meter hohe Sockel besteht aus heimischen Diabas-Natursteinbrocken, auf der Spitze stehen zwei Soldatenfiguren aus Bronzeguss, eine stehend, eine liegend (sterbend), die Ludwig Uhlands Lied Der gute Kamerad („Ich hatt’ einen Kameraden“) illustrieren. An den Seiten des Sockels befinden sich drei Ehrentafeln, und zwei Porträtmedaillons der Kaiser Wilhelm I. und Friedrich III. Am Fuß des Sockels speien zwei „Meeresungeheuer“ und zwei Seehunde Wasser in ein rundes Brunnenbecken. Grundsteinlegung für das Denkmal war am 1. November 1903, fertiggestellt war es am 19. Juni 1904, nachdem ab 1900 Überlegungen laut wurden, den bestehenden Sandsteinbrunnen durch einen neuen Brunnen zu ersetzen. Die Finanzierung von 12.142 Mark konnte durch den Kreis, durch Spenden verschiedener Gemeinden, diverser Kreditinstitute, Vereine und Unternehmen sichergestellt werden. Auch die Gesellschaften des Grenzgangs beteiligten sich an den Kosten für das Bauvorhaben.
Da die Gefallenen von 1866 Opfer preußischer Kugeln geworden waren (Hessen-Darmstadt kämpfte auf der Seite Österreichs gegen Preußen) und Preußen eigentlich nicht an gefallene Feinde erinnern wollte, setzten die Biedenkopfer Bürger, die 1867 nur äußerst ungern Preußen geworden waren („Musspreußen“), diese Namen gezielt mit auf eine Tafel zum Gedenken an die Gefallenen des Krieges von 1870/71, auf den Preußen sehr stolz war. So konnten sie nicht nachträglich getilgt werden.
Vorher stand an dieser Stelle ein älterer Sandstein-Brunnen zur Versorgung der Bevölkerung mit Trinkwasser.

Heute ist das Kriegerdenkmal recht umstritten, wenngleich es den Status eines Kulturdenkmals besitzt. Auch eine Verlegung des Denkmals war bereits im Gespräch; dennoch gilt es heute, nach dem Biedenkopfer Schloss, als das wichtigste Wahrzeichen der Stadt, als Zeitzeugnis des wilhelminischen Militarismus und auch als Mahnmal des Friedens.

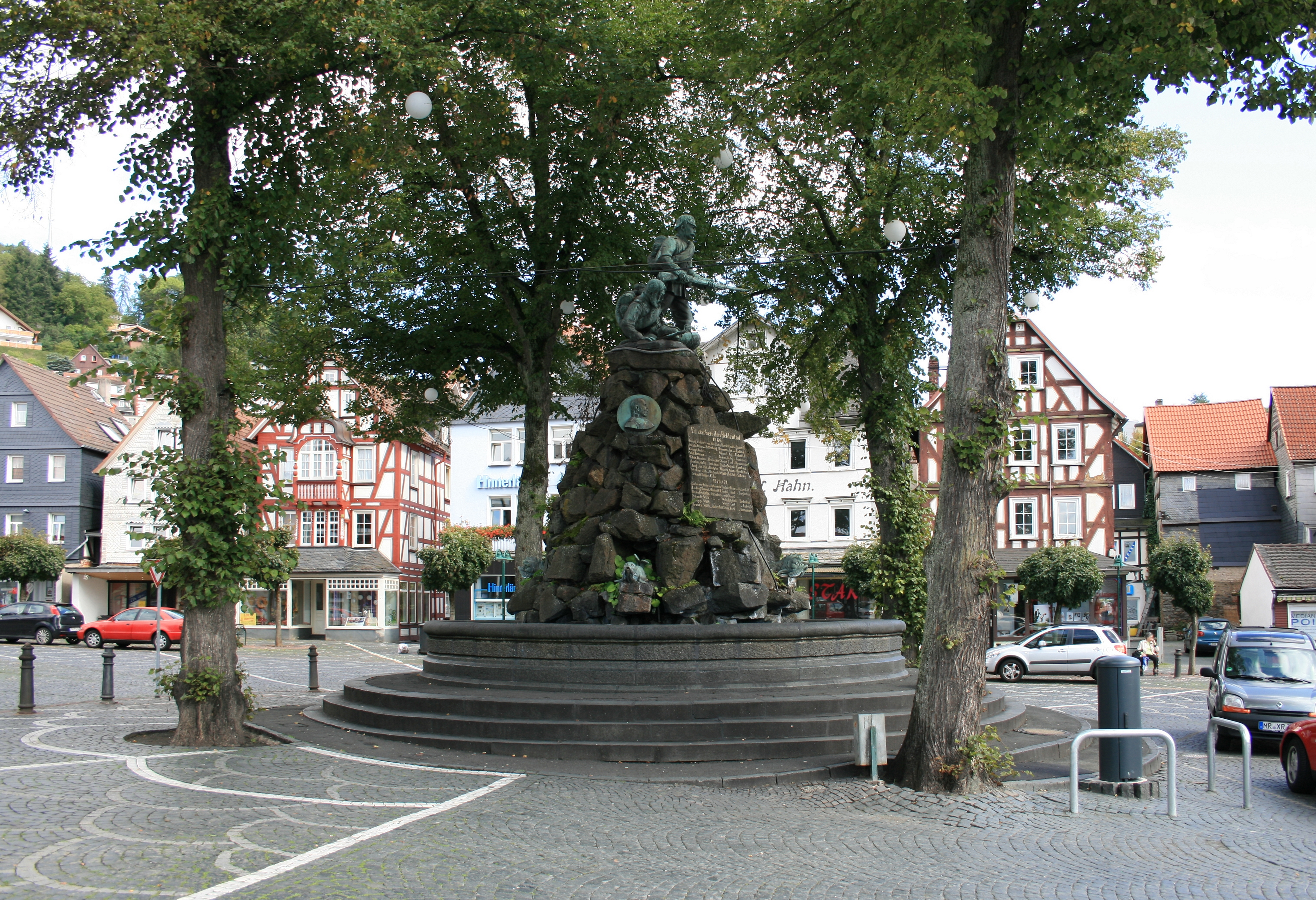
Gesamtansicht des Kriegerdenkmals
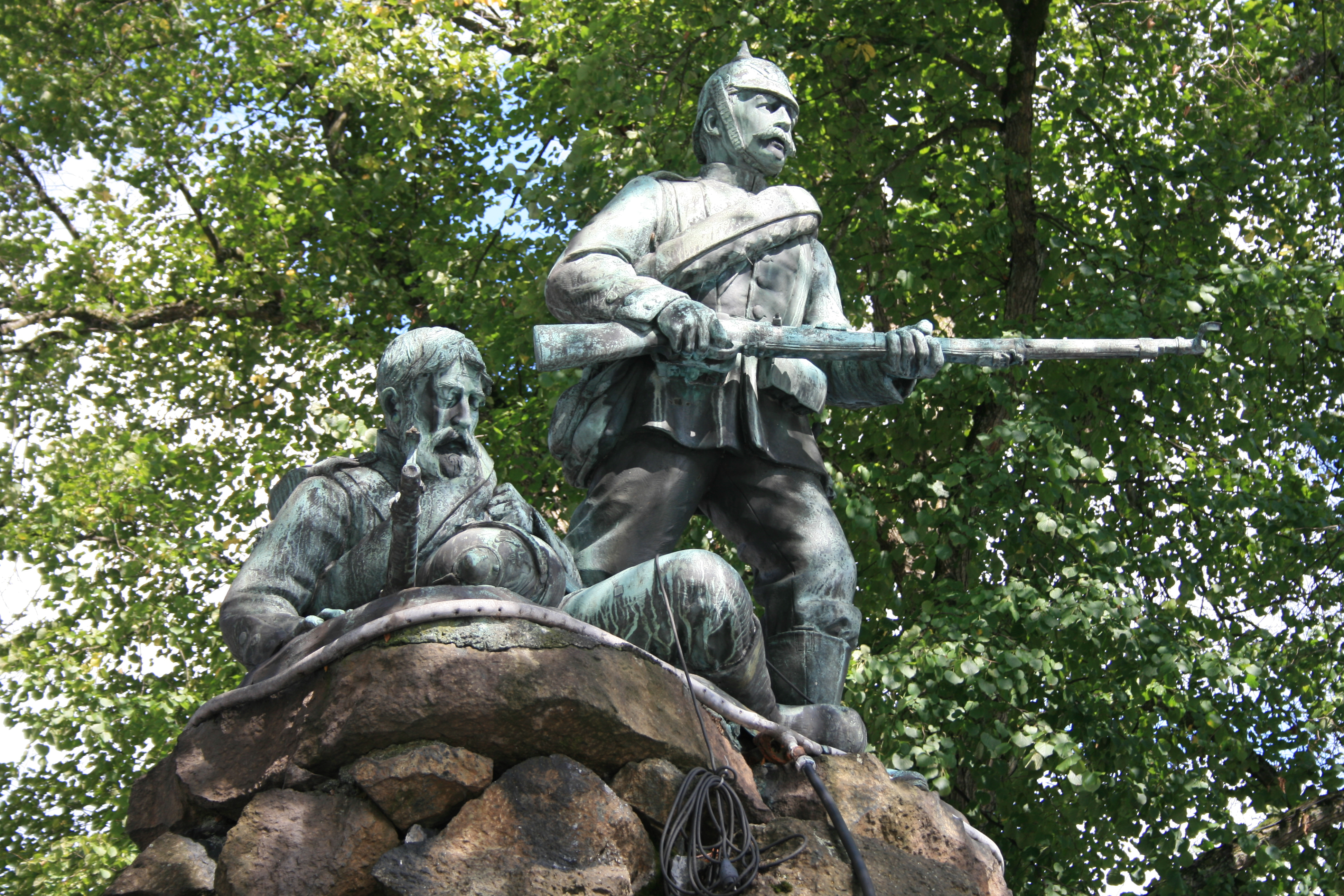
Die bronzenen Soldatenfiguren
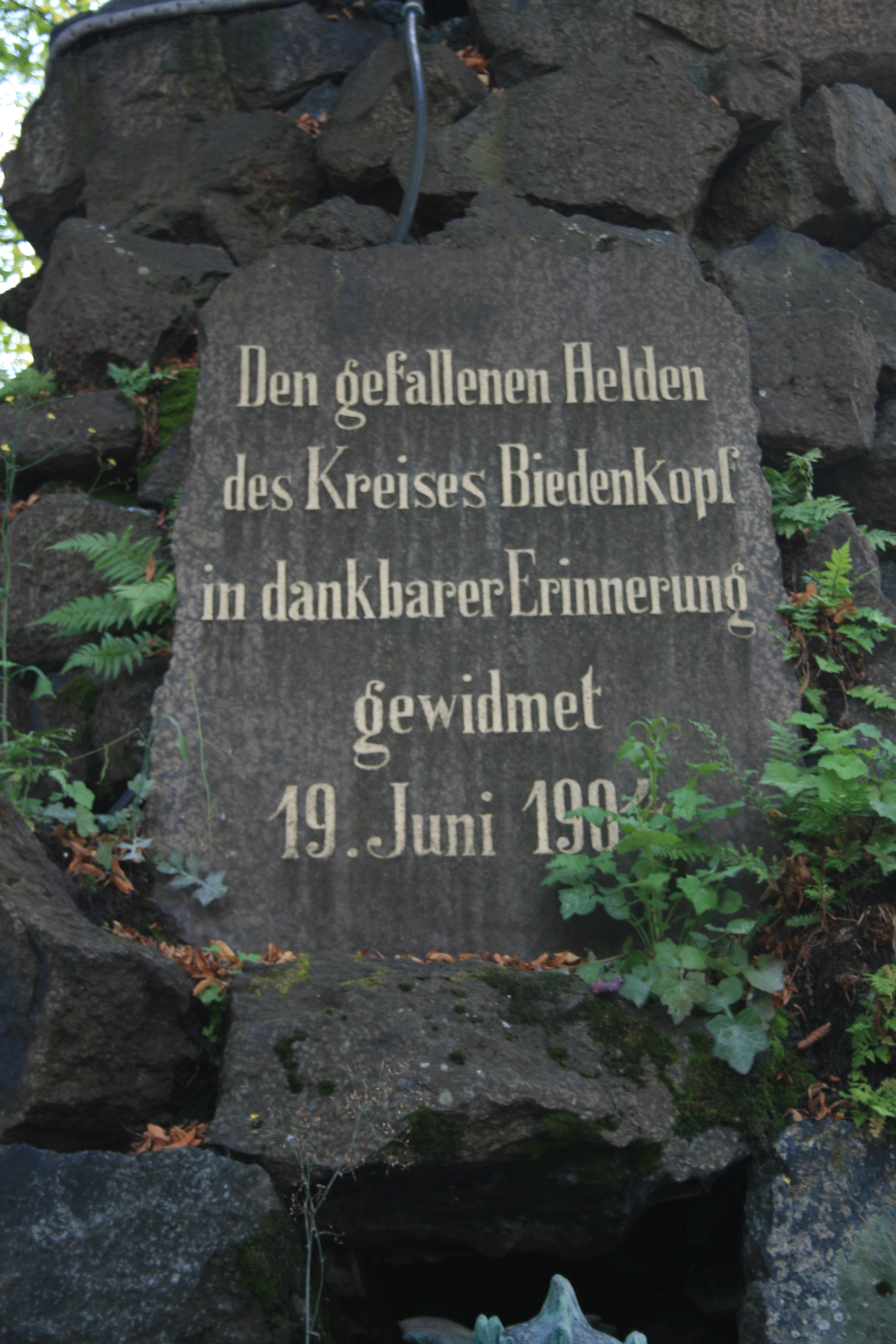
Tafel zur Widmung
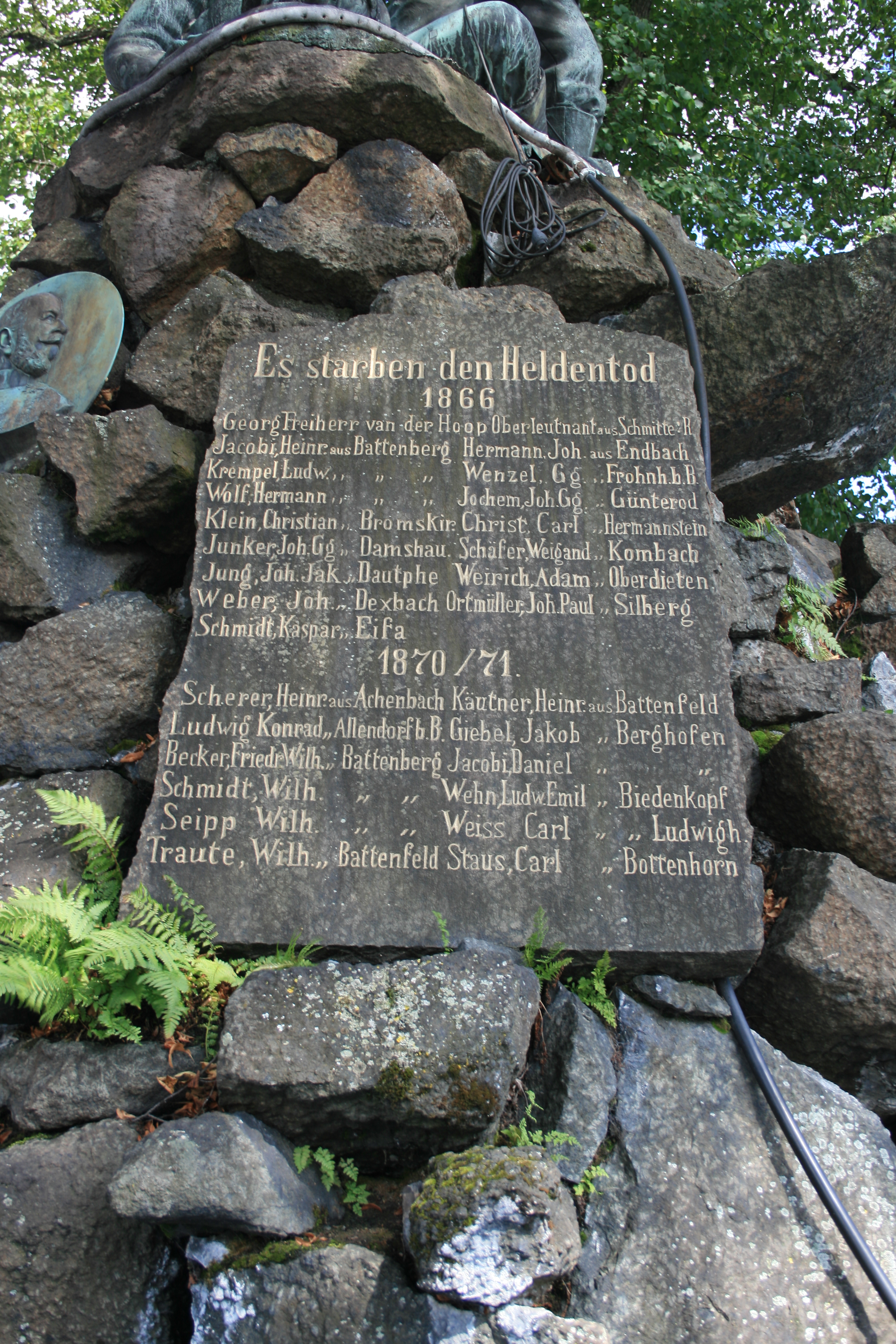
Ehrentafel für die Gefallenen 1866 und 1870/71
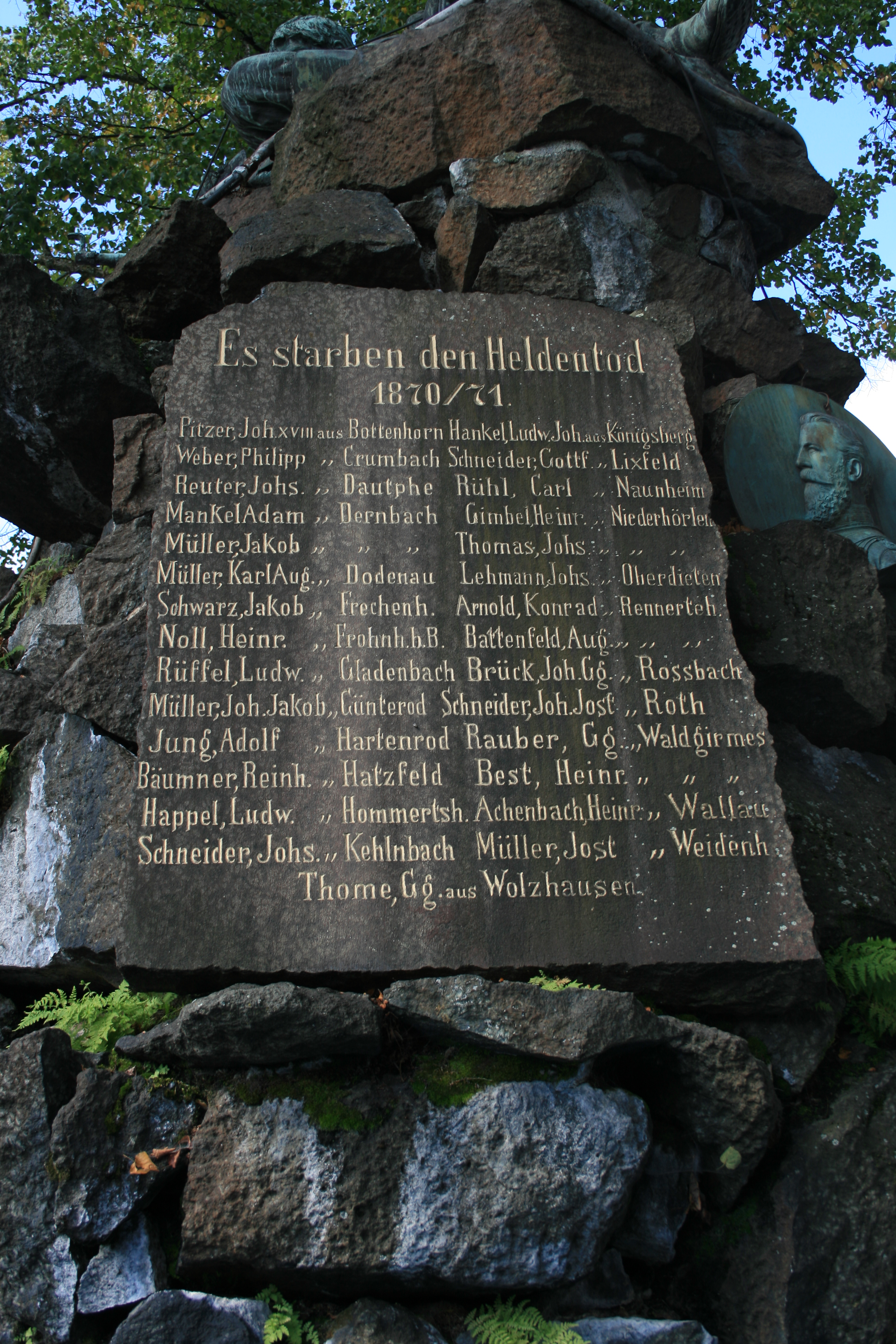
Zweite Ehrentafel für die Gefallenen 1870/71
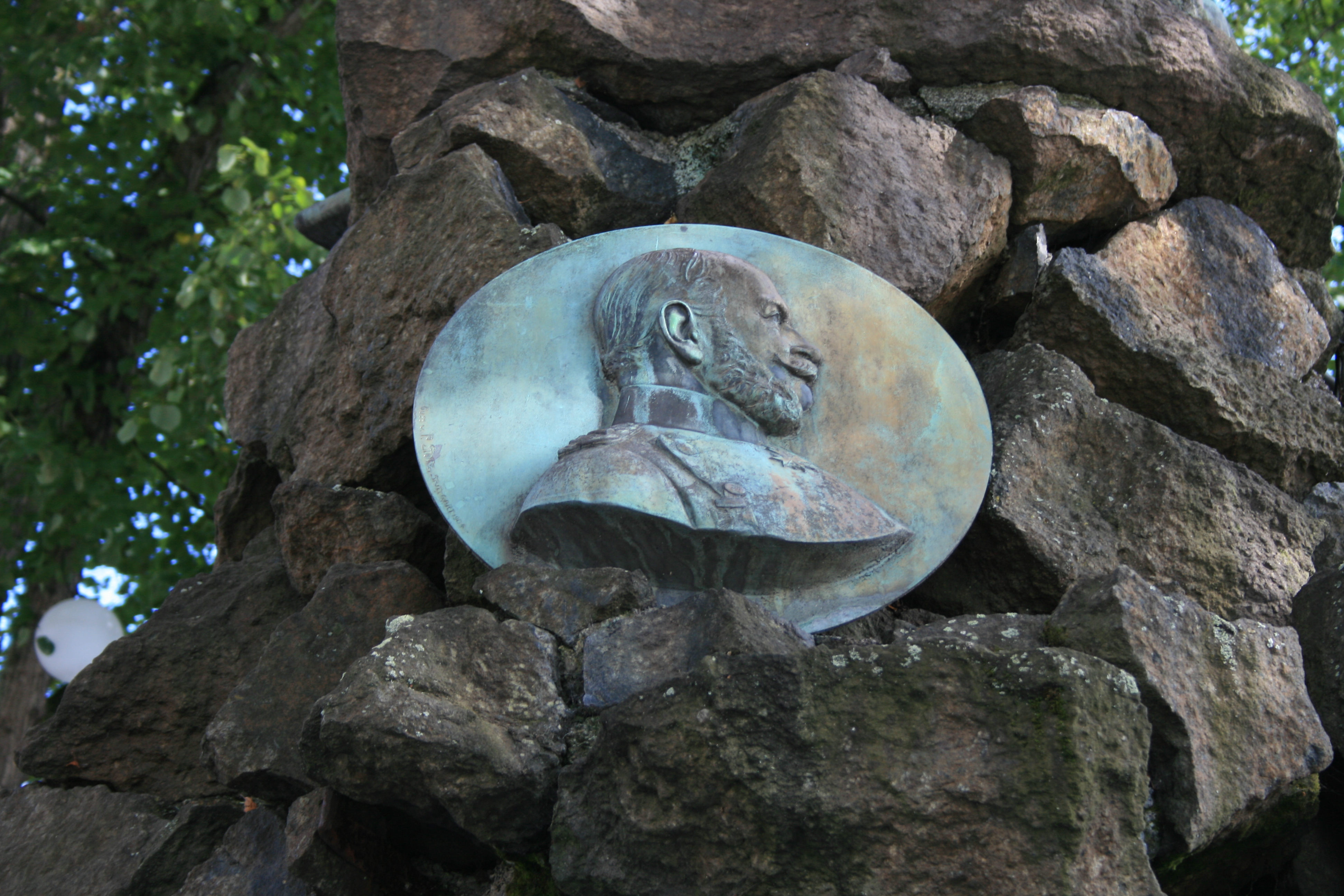
Porträtmedaillon von Kaiser Wilhelm I., König von Preußen und erster deutscher Kaiser
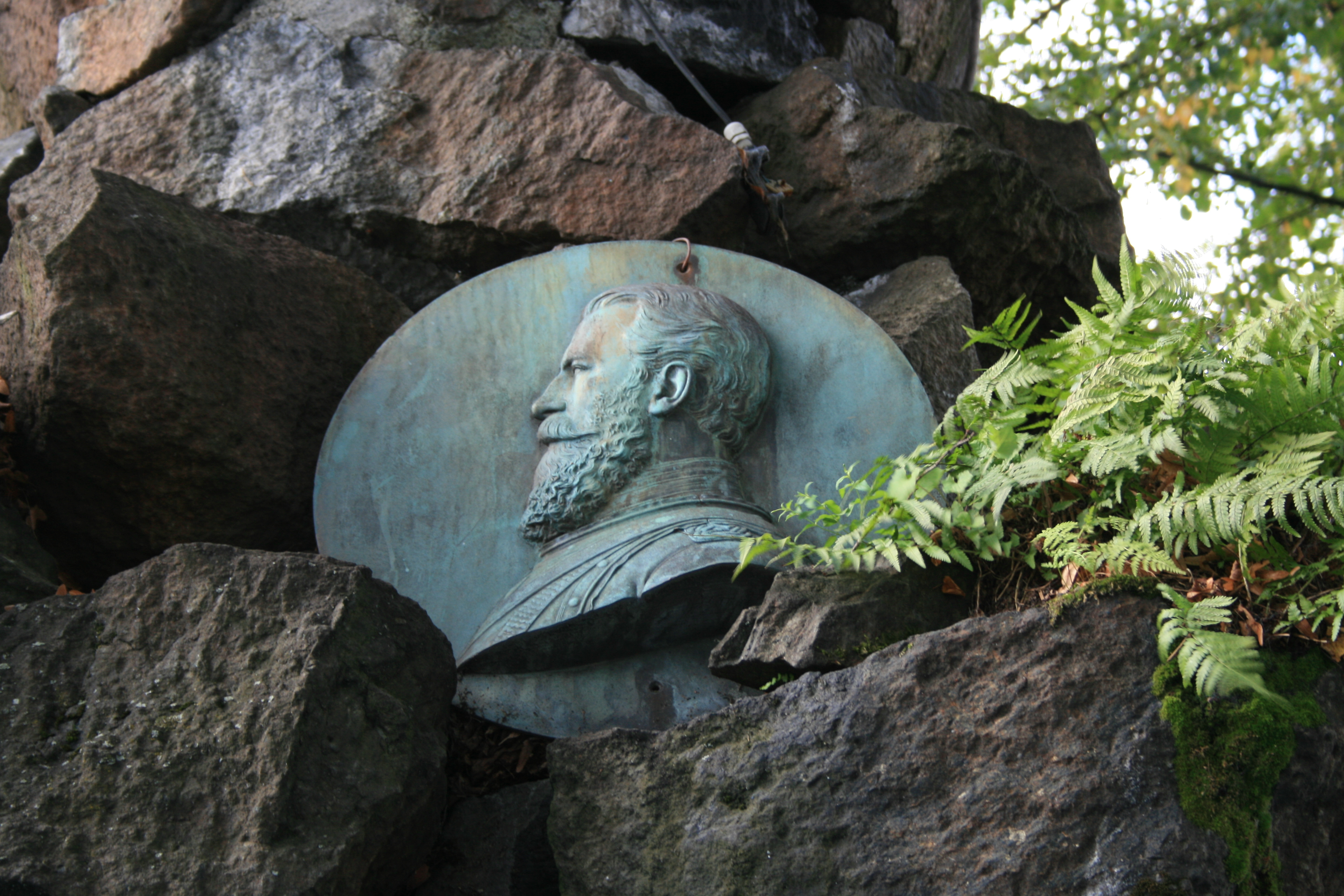
Porträtmedaillon von Kaiser Friedrich III., König von Preußen und zweiter deutscher Kaiser
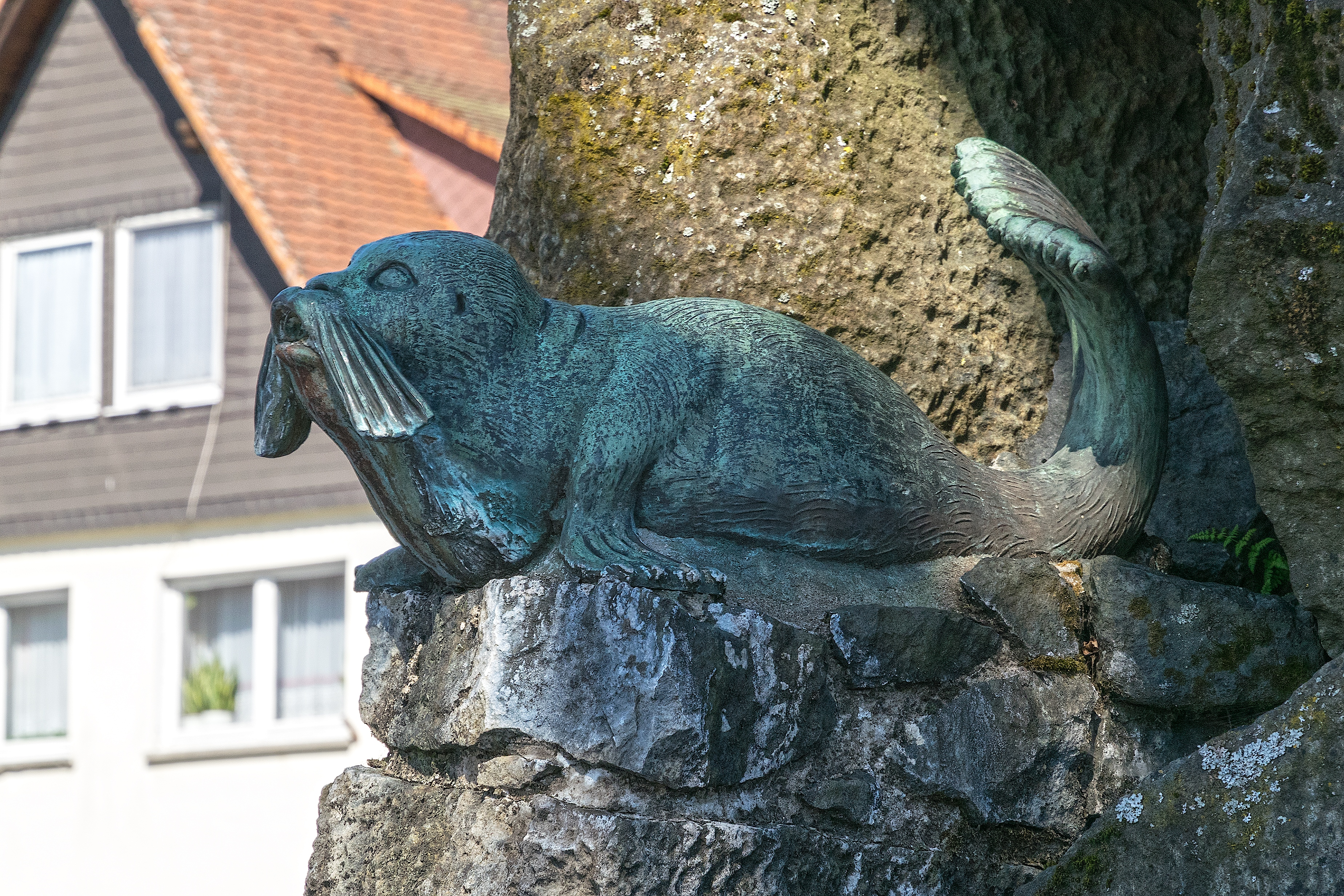
Seehund-Wasserspeier

### Ziegenberg

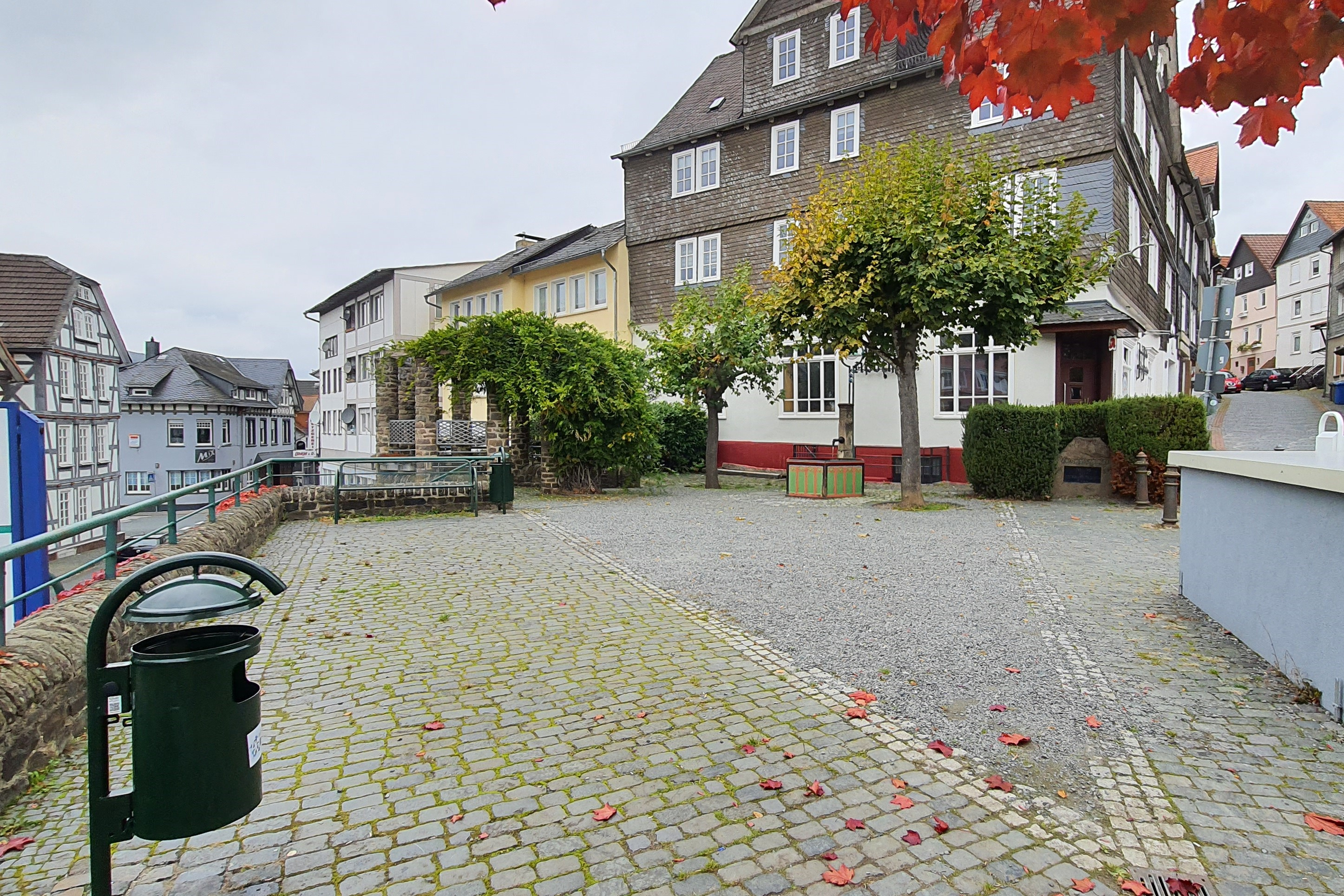
Der Ziegenberg mit Turm und Brunnen, dahinter die Hirschapotheke

Am westlichen Rand des Platzes befindet sich der Ziegenberg (mundartlich Zejebergk), ein kleiner Platz als Erweiterung des Marktplatzes. Dieser ist durch eine Bruchsteinmauer befestigt, in der eine zweigliedrige Treppe zur Hainstraße führt. Zwischen den beiden Treppenteilen befindet sich ein kleiner Turm, in dem lange ein Kiosk untergebracht war. Zuletzt diente dieser als Technikraum für die benachbarte öffentliche Toilette in der Bruchsteinmauer, bevor er 2019 zugemauert wurde. Vor der Bruchsteinmauer, die in ihrer heutigen Form in den 1960er-Jahren gestaltet wurde, befindet sich die Bushaltestelle Marktplatz. Ebenfalls an der Bruchsteinmauer hängt seit Juni 2019 der erste öffentlich zugängliche Laien-Defibrillator in Biedenkopf.
Auch zuvor war der Ziegenberg bereits befestigt, zuletzt (1960er) bestand er aus einer erhöhten Fläche mit Sitzbänken und Geländer, unten befand sich ein kleinerer Laden. Im Bereich der heutigen Treppe dagegen befand sich damals noch ein großer Baum. Bereits davor (1950er) war der später erhöhte Ziegenberg mit einer tieferen Bruchsteinmauer befestigt und mit vier Bäumen vom Marktplatz abgetrennt.
Seinen Namen bekam der Ziegenberg, da in diesem Bereich schon im Mittelalter Viehmärkte abgehalten wurden.

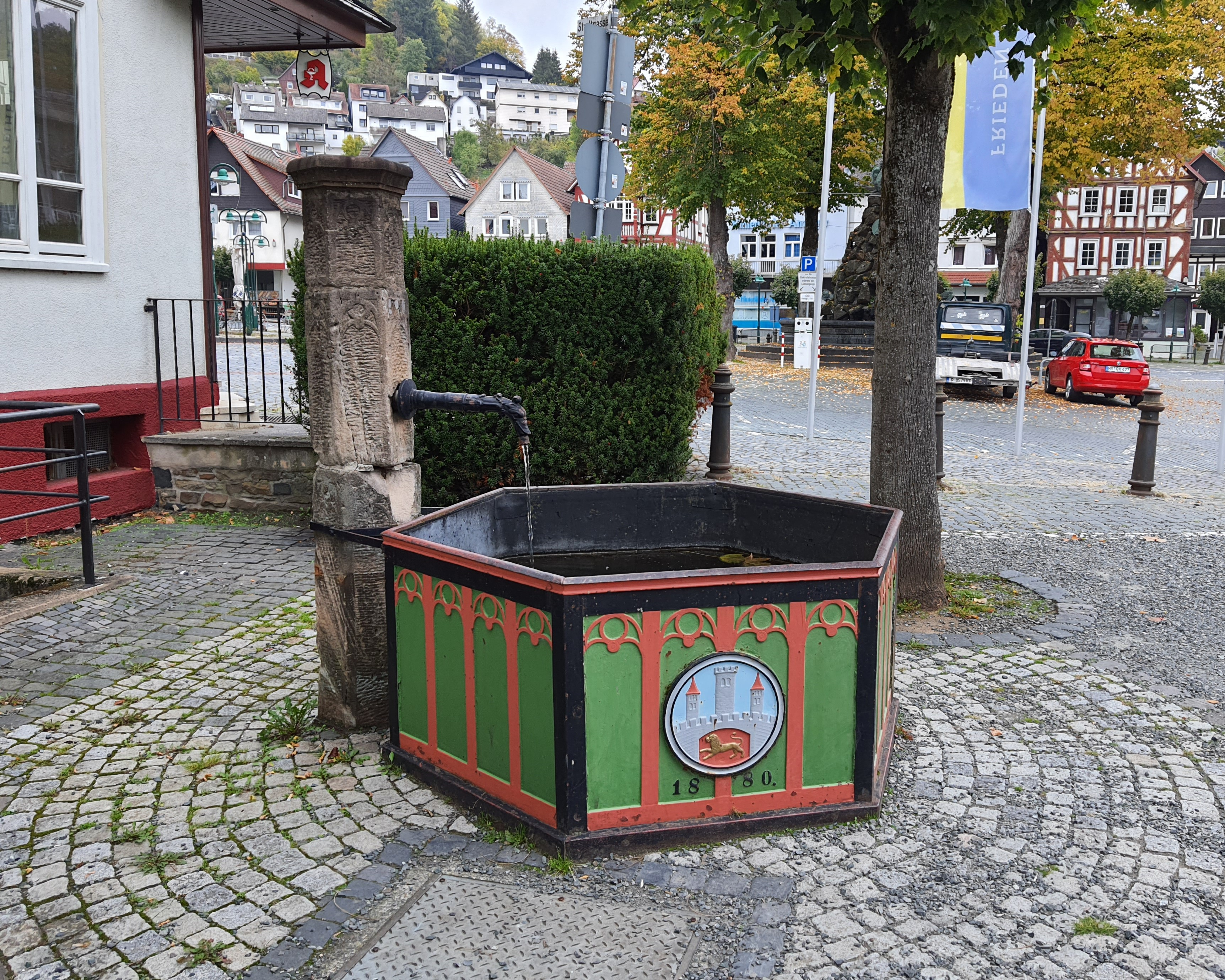
Der Brunnen im Detail

Auf dem Ziegenberg befindet sich ein kleiner Brunnen – der „Ziegenberg-Brunnen“ – mit dem Stadtwappen Biedenkopfs an der linken Seite. Der 1880 gebaute Brunnen stand ursprünglich auf dem Schulhof der 1845 erbauten Stadtschule (heute Rathaus Biedenkopf). Bedingt durch Umbauarbeiten musste der Brunnen vom Schulhof weichen und hat seinen Platz am heutigen Standort auf dem Ziegenberg gefunden. Am Übergang zum Marktplatz befindet sich ein Denkmal an die Kriegsgefangenen im Zweiten Weltkrieg.

## Platzrandbebauung

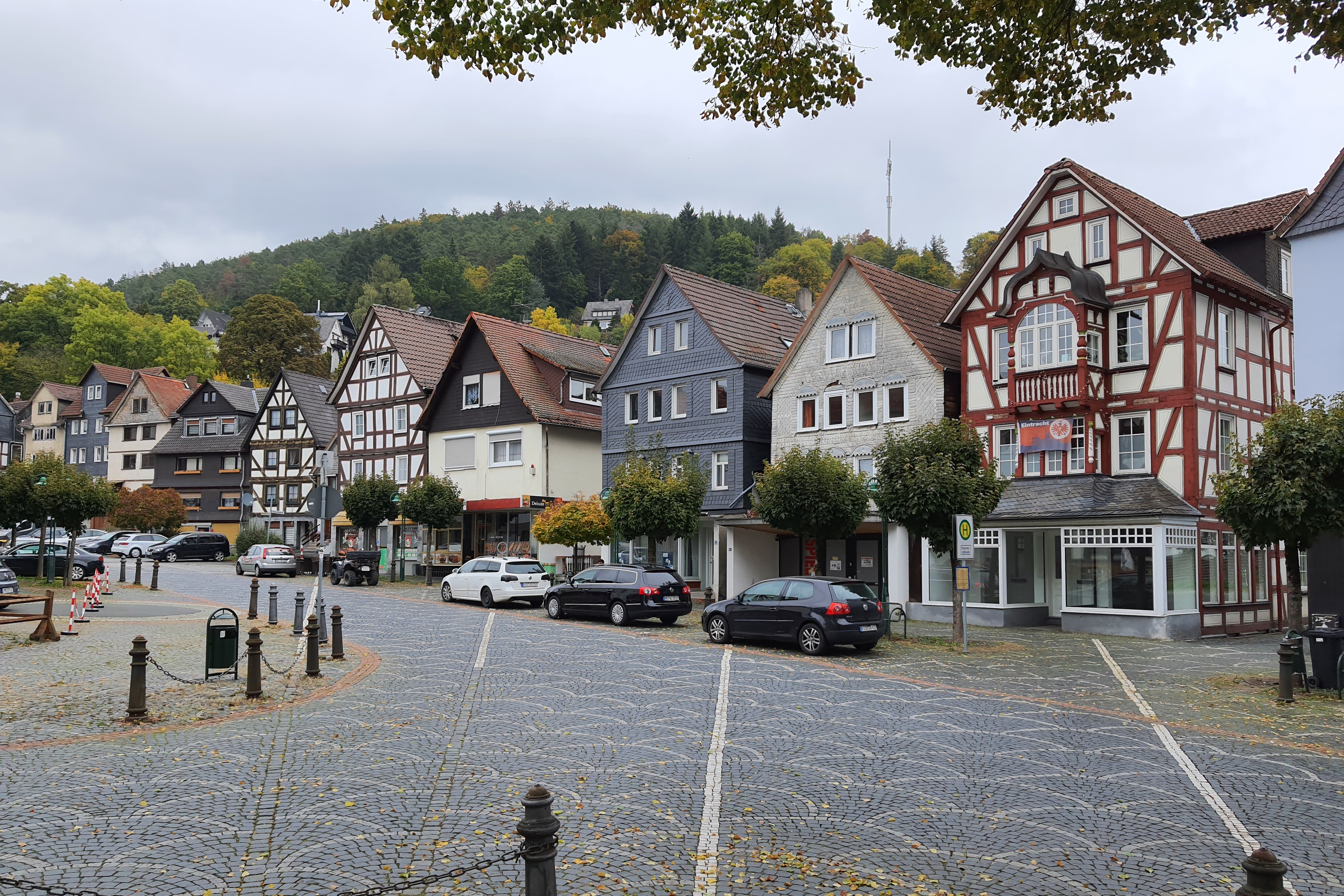
Die nordöstliche Platzbebauung in Richtung Kottenbachstraße

Die Gebäude der östlichen Platzbebauung werden von verschiedenen Gastronomiebetrieben (bspw. Marktplatz 11), dem Hinterländer Anzeiger (Marktplatz 16) und einem Eiscafé mit Imbissstand (Marktplatz 19) genutzt. Das Gebäude „Marktplatz 19“ wurde mit dem wirtschaftlichen Aufschwung Ende des 19. Jahrhunderts gebaut. So wurde an diesem Haus 1906 neben einer neuen Fassade über beide Straßenseiten hin ein prachtvoller Erker angebaut, der ein Dach aus Zinkblech erhielt, das mit Goldbronze bemalt wurde. Hierbei sollte wohl eine Imitation des Goldenen Dachls in Innsbruck entstehen. Auch liegt hier das Gebäude „Marktplatz 15“, genutzt vom Biedenkopfer Kulturfundus. Dieses Haus wurde zu Beginn des 20. Jahrhunderts modernisiert und erhielt einen Erker mit einem Dach, dessen Form an der Russischen Kapelle in der ehemaligen Hauptstadt Hessens, auf der Mathildenhöhe in Darmstadt, abgeschaut wurde.
Der nördliche Platzrand wird begrenzt durch einfachere Gebäude. Sie dienen einer Bausparkasse (Marktplatz 4), einer Kneipe (Marktplatz 7) und einem Lebensmittelhändler (Marktplatz 9).
Am südlichen Platzende liegt nur ein Gebäude, genutzt von einem Kaffeehaus („Café am Markt“) und einer Boutique (Marktplatz 2).
Auch die westliche Seite wird nur durch ein Gebäude begrenzt. Dabei handelt es sich um die ehemalige Hirschapotheke an der Ecke Ziegenberg/Stadtgasse (Marktplatz 3). Ursprünglich stand hier das städtische Weinhaus, das dem Stadtbrand 1717 zum Opfer fiel. wurde später zur Posthalterei Stapp (auch Stapp'sches Haus), dann zum Hotel und Gasthaus Stapp / „Zum Hirschen“. Ab 1919 beherbergte das Haus eine Apotheke mit Namen „Hirsch-Apotheke“ und behielt diese Funktion bis 2005. Eine Besonderheit: Teile des Gebäudes und die drei runden Fenster am Giebel sind Relikte des 1774 auf Abbruch verkauften Jagdschlosses Katzenbach.

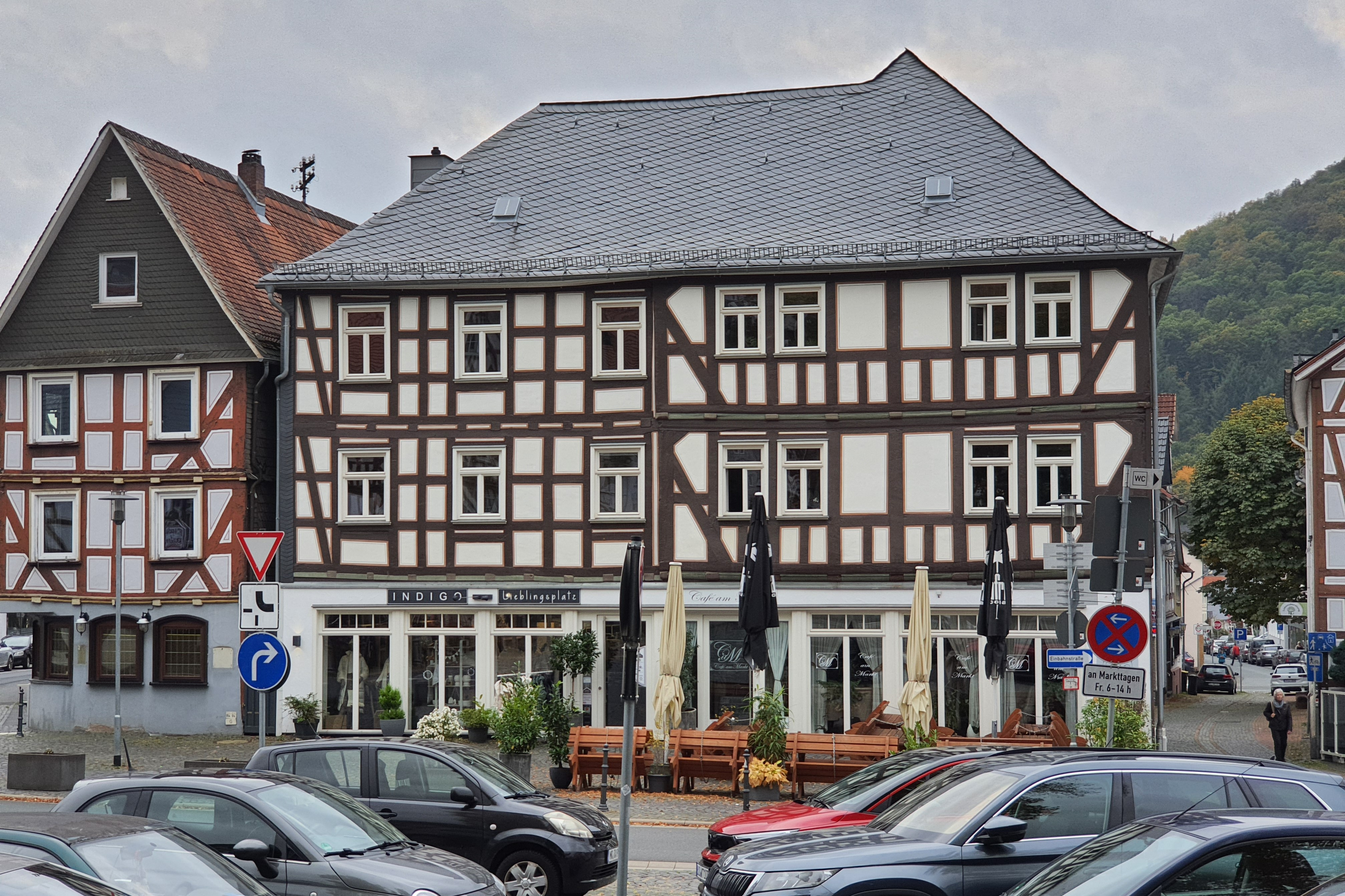
Marktplatz 2 (Kaffeehaus & Boutique)
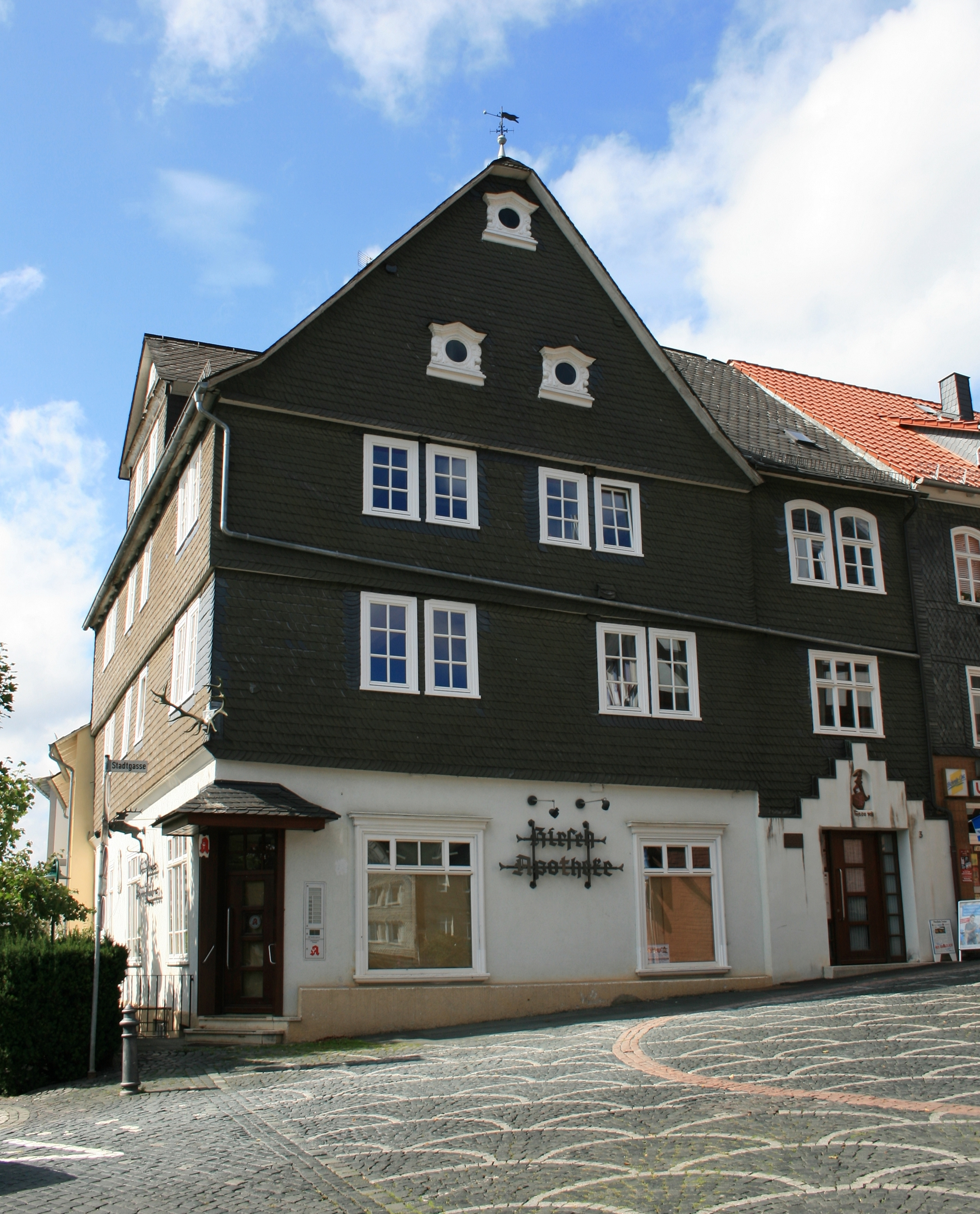
Marktplatz 3 (ehem. Hirschapotheke)
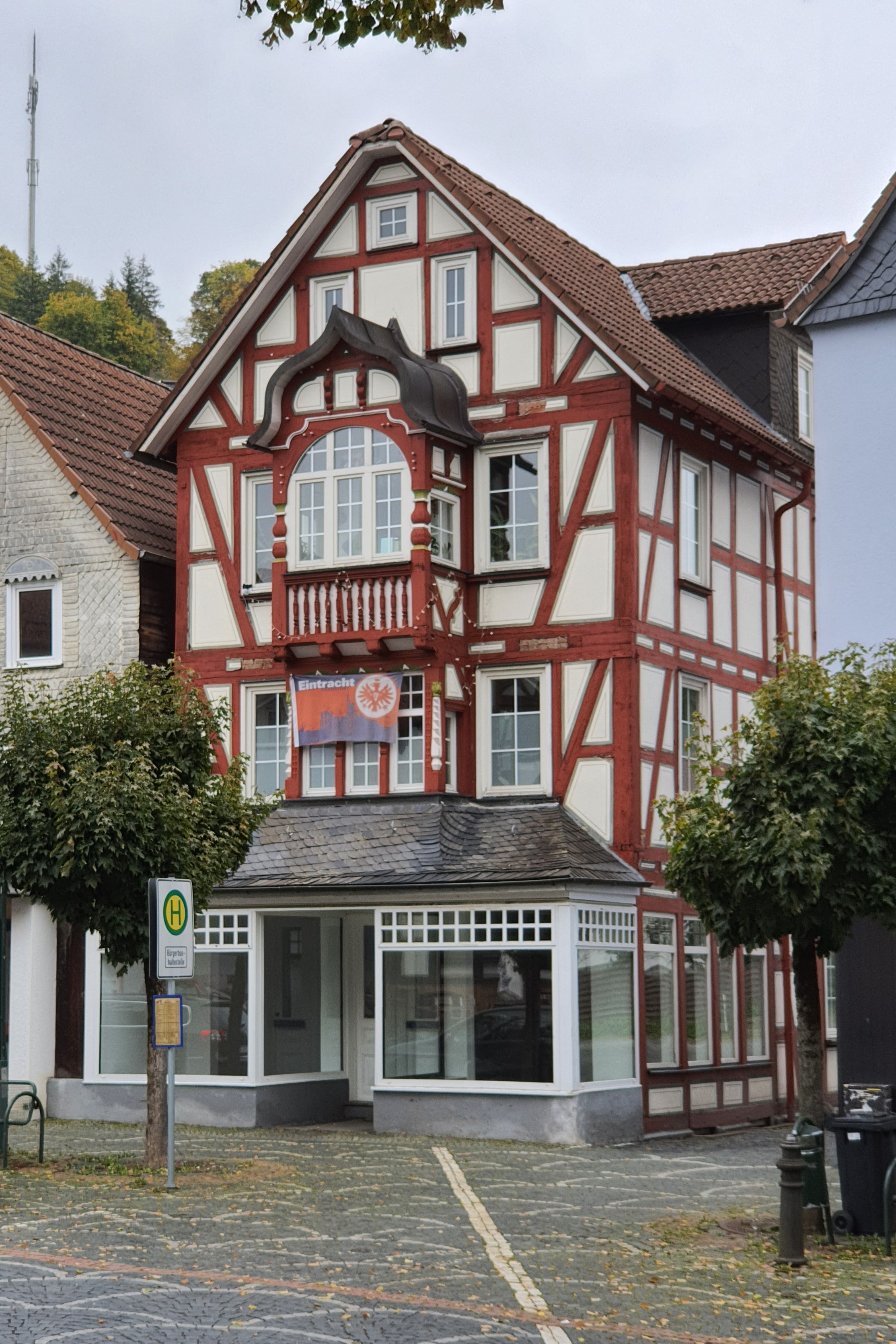
Marktplatz 15 (Kulturfundus)
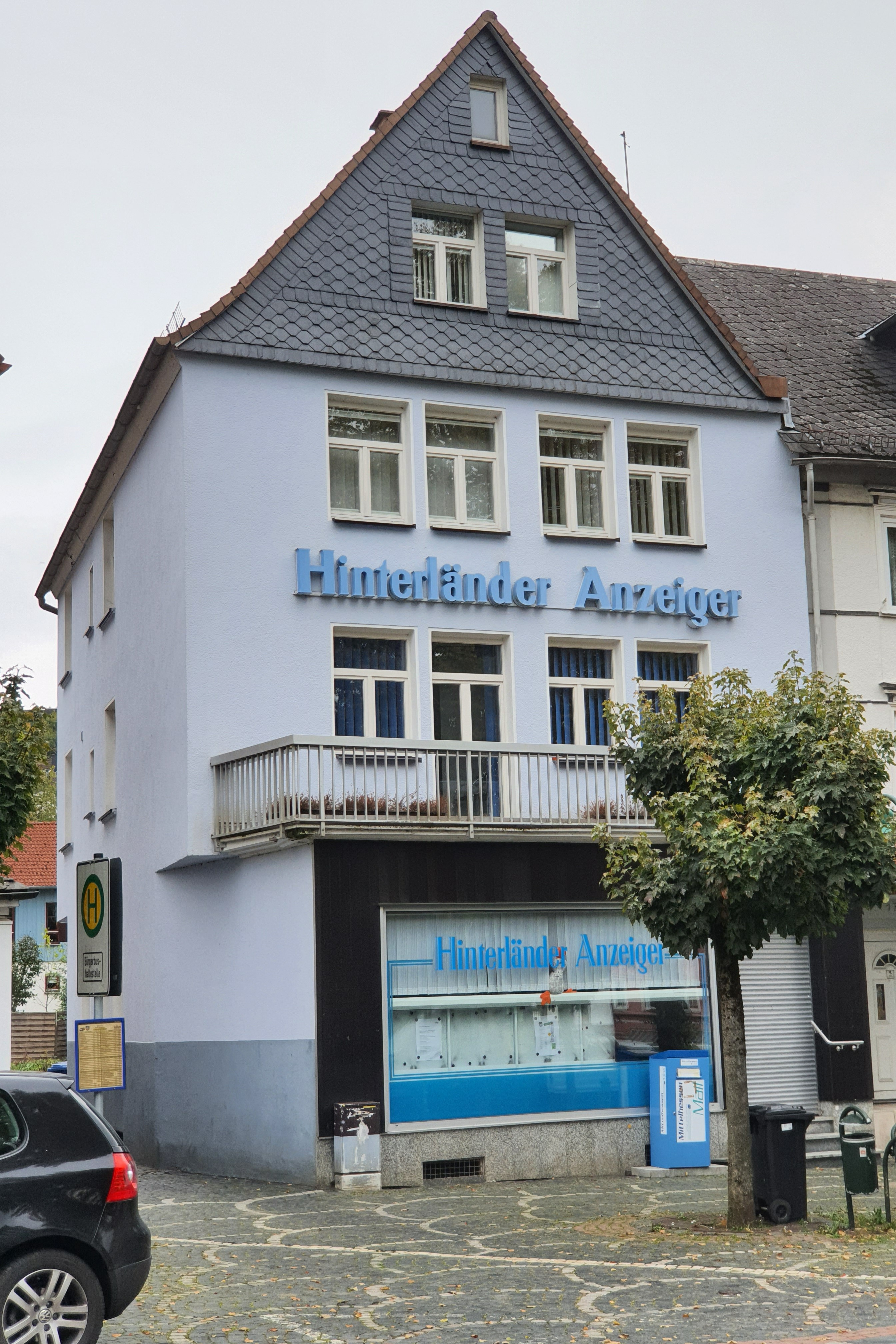
Marktplatz 16 (ehem. Hinterländer Anzeiger)
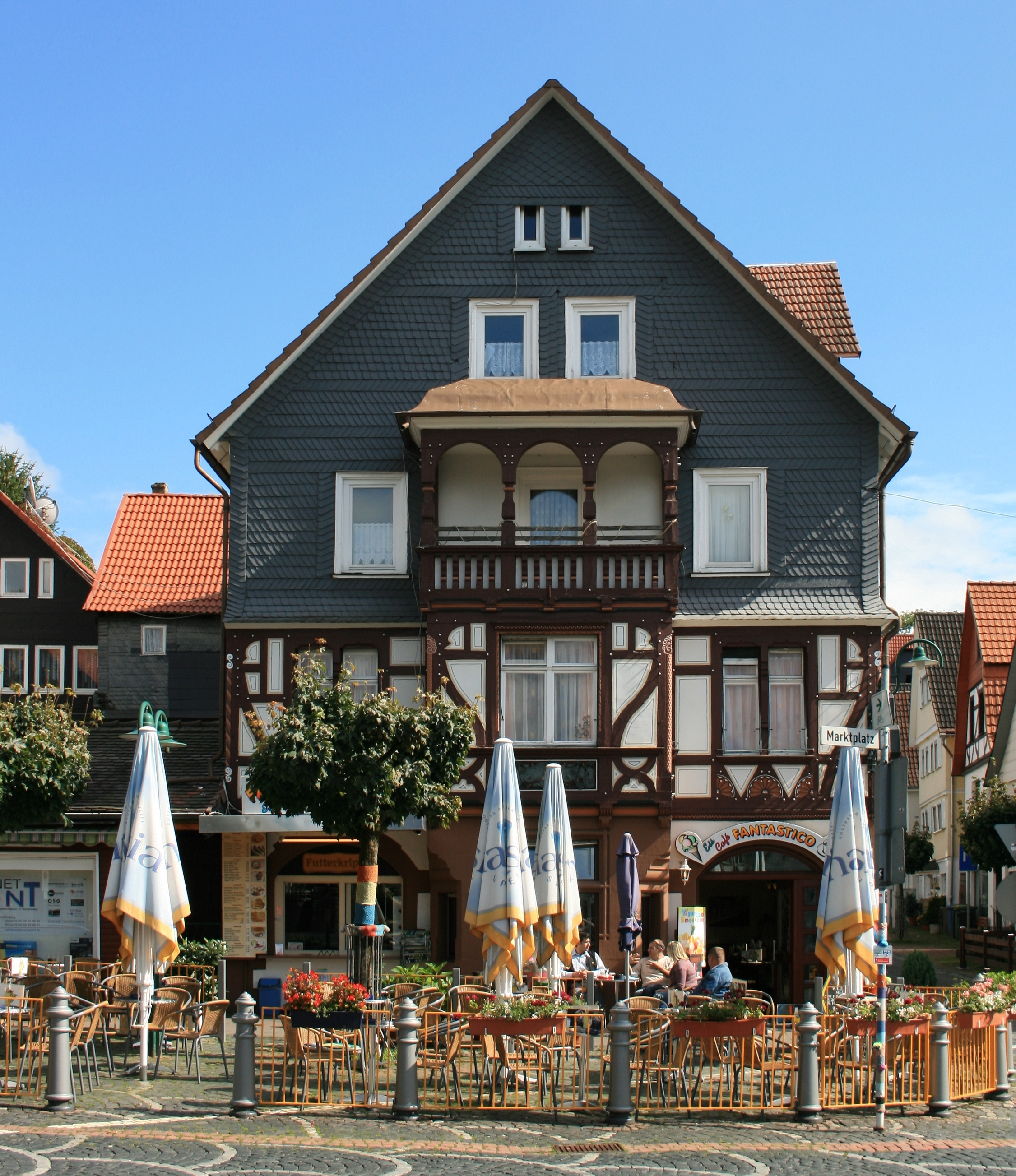
Marktplatz 19 (Eiscafé)